# Grosse Île
Pour les articles homonymes, voir Grosse-Île.
Grosse Île (Grosse Ile en anglais) est une township dans l’État américain du Michigan, dans le comté de Wayne. Située dans une île de la rivière Détroit du même nom, elle est une banlieue de Détroit. Sa population est de 10 984 habitants.
L'île fut visitée dès le XVIIe siècle par l'explorateur français Louis Hennepin qui arpenta la région des Grands Lacs. La partie septentrionale de Grosse Île porte le nom de Hennepen en son honneur.